# Histrion
Histrioner (latin hi’strio) var ursprungligen etruskiska dansare, sedan skådespelare i Romarriket. Ordet har sedan använts nedsättande med betydelsen ”dålig skådespelare”, ”komediant”.
Histrion återkommer också i den psykiatriska diagnosen histrionisk personlighetsstörning, och i fiskartnamnet Histrio histrio.